# Amritapuri
Amritapuri (malajálam nyelven: അമൃതപുരി ) falu India déli csücskén, Kerala szövetségi államban, az Arab-tenger partján. A település Máta Amritánandamaji ásramjáról, a Mata Amritanandamayi Math alapítvány nemzetközi központjáról ismert. 
Amritapuri Tiruvanántapuramtól 110 km-re északra, Koccsitól 120 km-re délre, illetve Kollamtól 30 km-re É-ra fekszik.

## Fordítás
- Ez a szócikk részben vagy egészben  az   Amritapuri című angol Wikipédia-szócikk fordításán alapul.  Az eredeti cikk szerkesztőit annak laptörténete sorolja fel. Ez a jelzés csupán a megfogalmazás eredetét és a szerzői jogokat jelzi, nem szolgál a cikkben szereplő információk forrásmegjelöléseként.
- Ez a szócikk részben vagy egészben  az   Amritapuri című német Wikipédia-szócikk fordításán alapul.  Az eredeti cikk szerkesztőit annak laptörténete sorolja fel. Ez a jelzés csupán a megfogalmazás eredetét és a szerzői jogokat jelzi, nem szolgál a cikkben szereplő információk forrásmegjelöléseként.